# Борукаев, Рамазан Асланбекович
Рамазан Асланбекович Борукаев (12 [24] января 1899, Зильги, Терская область — 9 июля 1967, Алма-Ата) — советский геолог, академик АН КазССР (1954), доктор геолого-минералогических наук (1954), профессор (1958), заслуженный деятель науки КазССР (1958), лауреат Ленинской премии (1958) и Государственной премии КазССР (1982, посмертно).

## Биография
Рамазан Асланбекович родился 12 (24) января 1899 года в селе Зильги, Северная Осетия. Умер 9 июля 1967 года в Алма-Ате.
В 1931 году окончил Ленинградский горный институт.
В 1931—1938 годах работал в Казахстанском геологическом управлении. С 1938 года работал в Казахстанском филиале АН СССР.
В 1956 году избран академиком-председателем Отделения минеральных ресурсов АН КазССР.
С 1940 года по 1964 год — заместитель директора Института геологических наук АН КазССР, а с 1964 года по 1967 год — директор Института геологических наук АН КазССР.
Скончался 9 июля 1967 года, похоронен на Центральном кладбище Алма-Аты.
В 1982 году вместе с группой учеников (С. М. Бандалетов, В. Ф. Беспалов, Г. X.Ергалиев, Н. К. Ившин, И. Ф. Никитин) награждён посмертно Государственной премией КазССР за работу «Стратиграфия и палеонтология нижнего палеозоя Казахстана».

## Научная деятельность
Занимался вопросами региональной геологии: стратиграфии, тектоники, вулканизма, составления металлогенических карт.

## Избранные труды
- Допалеозой и нижний палеозой северо-востока Центрального Казахстана (Сары-Арка). — Алма-Ата, 1955.
- Региональная геология: Геология Чингизского геоантиклинория (Ц. Казахстан). — Алма-Ата, 1964.
- Вулканогенные формации северной части Центрального Казахстана. — Алма-Ата: Наука, 1965.
- Земная кора Казахстана. — Алма-Ата: Наука, 1967.
- Избранные труды. — Алма-Ата: Наука, 1970

## Награды и премии
- орден Красной Звезды (10.06.1945)
- Заслуженный деятель науки Казахской ССР (1958)
- Ленинская премия (1958) — за составление металлогенических карт Центрального Казахстана
- Государственная премия Казахской ССР (1982, посмертно) — за работу «Стратиграфия и палеонтология нижнего палеозоя Казахстана».